# Distretto di Pulwama
Il distretto di Pulwama è un distretto del Jammu e Kashmir, in India, di 632 295 abitanti. È situato nella divisione del Kashmir e il suo capoluogo è Pulwama.